# 二万户
二万户工人住宅，一般称作二万户、两万户，是上海于1950年代兴建的工人住宅群，“二万户”住宅由国家投资，总设费用5821万元人民币，共1052幢，建筑面积552671平方米，每户平均27.675平方米，分布在沪东、沪西、沪南工业区附近的9个基地中，建成曹杨、长白、凤城、鞍山、日晖、玉田、志丹、天山等9个工人新村，10万户职工家庭迁入新居。

## 历史沿革

### 建设背景
中华人民共和国建国初期，上海工人居住状况颇为糟糕，棚户与草房连成片形成大量的棚户区。为了解决大批产业工人住房困难的燃眉之急，1952年4月11日，上海市人民政府市长办公会议决定当年兴建“二万户”工人住宅，按前苏联集体农庄的理念进行设计。8月15日，上海市人民政府、华东军政委员会建筑工业部和市总工会召开了二万户工人住宅建筑工程开工庆祝大会，时任上海市副市长方毅等市领导及上海各界5000余名代表等出席了大会。

### 建设情况
1953年，在沪西、沪东和沪南的工厂区附近开始建造一批工人住宅，共计2000个单元，每单元可住10户，共计二万套住房，解决了10万工人的居住困难问题。两万户的建设也开启了上海工人新村建设的时代，这类被称作老公房的居住生态影响了两三代的上海人。

### 房屋分配
“两万户”新村住房首先分配到工业企业，然后再在企业内分配到具体职工。两万户住房大部分都被分配到中央国企，剩余的多数分到地方国企。具体分配如下：
| 单位性质      | 分配单位                 | 分配住房套数 |
| ------------- | ------------------------ | ------------ |
| 中央国企/单位 | 纺织工业部华东纺织局     | 10000        |
| 中央国企/单位 | 轻工业部                 | 3220         |
| 中央国企/单位 | 第一机械工业部           | 2620         |
| 中央国企/单位 | 重工业部化工局           | 260          |
| 地方国企/单位 | 华东钢铁公司             | 810          |
| 地方国企/单位 | 工务局                   | 250          |
| 地方国企/单位 | 海运管理局               | 220          |
| 地方国企/单位 | 派出所、管理所、区办事处 | 180          |
| 地方国企/单位 | 上海水产公司             | 150          |
| 地方国企/单位 | 中国器公司               | 150          |
| 地方国企/单位 | 交通运输管理局           | 150          |
| 地方国企/单位 | 公用局                   | 100          |
| 地方国企/单位 | 新华印刷厂               | 50           |
| 地方国企/单位 | 交通部上海电讯局         | 40           |
| 私营厂        | （具体分配未提及）       | 1000         |
| 其他          | （具体分配未提及）       | 800          |

具体到个人，这一批住房大部分都被分配到劳动模范和工人领导，且总体数量太少，故一般工人难以获得:37-38。

## 住宅现况
经过几十年的发展，二万户住宅已经显得破败，十户人家公用卫生与厨房的集体式居住环境也不再适合现代城市居民的居住需求。1979年，上海市房地产管理局开始在二万户原有的二层楼上加建三层楼，并对厨房、卫生间进行分层设置，扩大居住面积。从1985年代政起政府开始对已有30余年历史的二万户住宅进行煤卫独用改造与动迁拆除工程，至21世纪初，杨浦区大部分二万户住宅被拆除。2016年，上海最後的一片二萬戶住宅區-杨浦区长白街道228街坊的200多戶居民搬遷，同時杨浦區當局进行规划调整，保留12幢两万户住宅。该项目被列为城市更新试点项目。